# Suzanna Santrač
Suzanna Santrač Grunčić, född den 14 augusti 1971 i Göteborg, är en svensk skådespelare. Sedan 2001 är hon konstnärlig ledare för Teater Theatron tillsammans med sin make Željko Santrač.

## Filmografi
- 2012 – Johan Falk: Organizatsija Karayan
- 2012 – Johan Falk: Barninfiltratören
- 2013 – Snabba cash – Livet deluxe
- 2015 – Åklagaren, försvararen, pappan och hans son
- 2017 – Krig
- 2024 - Helikopterrånet